# Liste von Lokomotiv- und Triebwagenbaureihen der Niederländischen Eisenbahn
Die Liste von Lokomotiv- und Triebwagenbaureihen der Niederländischen Eisenbahn bietet einen Überblick über die verschiedenen Lokomotiv- und Triebwagentypen der staatlichen Eisenbahngesellschaft Nederlandse Spoorwegen N.V. (deutsch Niederländische Eisenbahnen AG), die in den Niederlanden eingesetzt werden oder wurden.

## Lokomotiven

### Dampflokomotiven
| Baureihe  | Betriebsnrn. | Gattung    | Herkunft                                                   | Anzahl | Baujahr(e) | Ausmusterung bis | Bauart          | Bemerkungen | Bild |
| --------- | ------------ | ---------- | ---------------------------------------------------------- | ------ | ---------- | ---------------- | --------------- | --- | ---- |
| 500       | 501          | R1         | SS 252                                                     | 1      | 1866       | 1921             | 1A1 n2          | Letzte unveränderte Lok aus der urspr. 1A1-Reihe SS 1–4, 79–84                                                                                             |      |
| 600       | 601–606      | R1         | SS 255–260                                                 | 6      | 1863–1866  | 1923             | B1 n2           | Umbauten zu B1 von 1882 der urspr. 1A1-Reihe SS 1–4, 79–84                                                                                                 |      |
| 700       | 701–775      | P1         | SS 1–4, 9–78, SS 5 ex NBDS 5                               | 75     | 1865–1873  | 1933             | 1B n2           | NS 705 rückgestaltet als SS 13 im Nederlands Spoorwegmuseum museal erhalten                                                                                |      |
| 800       | 801–826      | P1         | HSM 43–60, 63–70                                           | 26     | 1874–1877  | 1932             | 1B n2           | |      |
| 900       | 901–950      | P2         | SS 101–150                                                 | 50     | 1872–1879  | 1936             | 1B n2           | |      |
| 1000      | 1001–1029    | P2         | HSM 74–82, 89–98, 116–125                                  | 29     | 1878–1883  | 1935             | 1B n2           | NS 1010 rückgestaltet als HSM 89 NESTOR im Nederlands Spoorwegmuseum museal erhalten                                                                       |      |
| 1100      | 1101–1127    | P3         | HSM 126–135, 144–148, 154–159, 184–189                     | 27     | 1883–1888  | 1932             | 1B n2           | |      |
| 1200      | 1201–1203    | P3         | SS 281–283 ex NBDS 8–10                                    | 3      | 1881–1887  | 1932             | 1B n2           | |      |
| 1300      | 1301–1479    | P3         | SS 301–475, SS 476–478 ex NBDS 6–7, 11, SS 479 ex 701      | 179    | 1880–1895  | 1940             | 1B n2 1B n2v    | NS 1479 ex SS 479/701 bis 1924 zu Vergleichszwecken Zweizylinder-Verbundlok; NS 1326 rückgestaltet als SS 326 im Nederlands Spoorwegmuseum museal erhalten |      |
| 1500      | 1501–1510    | P3 und PO1 | SS 481–490 ex NCS 21–30                                    | 10     | 1892–1902  | 1945             | 2’B n2 2’B h2   | 7 Lok ab 1914 auf Heißdampf umgebaut |      |
| 1600      | 1601–1659    | P3 und PO1 | HSM 350–358 ex NRS 101–109, HSM 359–408                    | 59     | 1889–1903  | 1949             | 2’B n2 2’B h2   | 5 Lok 1921 auf Heißdampf umgebaut; NS 1604 rückgestaltet als NRS 107 im Nederlands Spoorwegmuseum museal erhalten                                          |      |
| 1700      | 1701–1835    | P3 und PO1 | SS 801–935                                                 | 135    | 1899–1907  | 1957             | 2’B n2 2’B h2   | mit Überhitzer: 1765 und 1789, nachgerüstet: 1701 bis 1835                                                                                                 |      |
| 1900      | 1901–1940    | PO1        | HSM 421–460                                                | 40     | 1907–1913  | 1948             | 2’B h2          | 106 Lok 1914–43 auf Heißdampf umgebaut, nicht umgeb. Lok 1942 in Reihe 1308…1433 umnummeriert                                                              |      |
| 2000      | 2001–2005    | PO2        | SS 995–999                                                 | 5      | 1900       | 1932             | 2’B1 h2         | Urspr. 2'B1 n2, ab 1911 auf Heißdampf umgebaut |      |
| 2100      | 2101–2135    | PO2        | HSM 501–535                                                | 35     | 1914–1920  | 1954             | 2'B h2          | NS 2104 im Nederlands Spoorwegmuseum museal erhalten |      |
| 2700      | 2701–2703    | R2         | HSM 71–73                                                  | 3      | 1877       | 1925             | C n2            | |      |
| 2800      | 2801–2805    | R2         | SS 1050…1062 ex NRS 50…62                                  | 5      | 1865–1881  | 1928             | C n2            | |      |
| 2900      | 2901–2946    | G1 und G2  | SS 161–205, 212                                            | 46     | 1865–1878  | 1938             | C n2            | |      |
| 3000      | 3001–3006    | G1 und G2  | SS 215–220 ex NBDS 12–17                                   | 6      | 1878–1907  | 1936             | C n2            | |      |
| 3000 (II) | 3001–3005    | —          | SBB B 3/4 1608…1729                                        | 5      | 1898–1906  | 1949             | 1’C n3v         | Gelegenheitskauf von 1945/46 zum Ausgleich kriegsbedingter Verluste                                                                                        |      |
| 3100      | 3101–3126    | G2         | HSM 83–88, 101–115, 149–153                                | 26     | 1879–1883  | 1932             | C n2            | |      |
| 3200      | 3201–3247    | G3 und GO1 | HSM 601–647                                                | 47     | 1895–1907  | 1949             | C n2 C h2       | NS 3232 1922 auf Heißdampf umgebaut |      |
| 3300      | 3301–3315    | GO1        | HSM 671–685                                                | 15     | 1912–1915  | 1954             | C h2            | |      |
| 3400      | 3401–3420    | GO2        | HSM 821–840 (bestellt)                                     | 20     | 1921       | 1953             | C h2            | 1921 als Reihe 4100 abgeliefert, noch im selben Jahr umgenummert                                                                                           |      |
| 3500 (I)  | 3501–3508    | PO2        | SS 981–987 ex NBDS 30–36, SS 988                           | 8      | 1908–1920  | 1946             | 2’C h2          | |      |
| 3500 (II) | 3501–3522    | —          | SBB A 3/5 605…649                                          | 22     | 1910–1915  | 1951             | 2’C h4v         | Gelegenheitskauf von 1945/46 zum Ausgleich kriegsbedingter Verluste                                                                                        |      |
| 3600      | 3601–3608    | PO3        | SS 971–978 ex NCS 71–78                                    | 8      | 1910–1914  | 1953             | 2’C h4          | |      |
| 3700      | 3710–3820    | PO3        | SS 685–799, Nachbau NS                                     | 120    | 1910–1928  | 1958             | 2’C h4          | NS 3737 im Nederlands Spoorwegmuseum museal erhalten |      |
| 3900      | 3901–3932    | PO4        | Neubau NS                                                  | 32     | 1929–1930  | 1957             | 2’C h4          | |      |
| 4000      | 4001–4015    | —          | Neubau NS                                                  | 15     | 1945–1946  | 1956             | 2’C h3          | 1943 von der Niederländischen Exilregierung bei Nohab bestellt, Bauart BJ H3s                                                                              |      |
| 4500      | 4501–4504    | GO3        | SS 1301–1302 ex NBDS 118–119, SS 1303–1304                 | 4      | 1917–1920  | 1947             | 1’D h2          | |      |
| 4600      | 4601–4620    | GO4        | Neubau NS                                                  | 20     | 1923       | 1949             | 1’D h2          | |      |
| 4700      | 4701–4735    | —          | Neubau NS                                                  | 35     | 1944–1946  | 1958             | D h3            | 1943 von der Niederländischen Exilregierung bei Nohab bestellt, Bauart TGOJ M3b                                                                            |      |
| 5000      | 5001–5006    | PT1        | SS 261–266                                                 | 6      | 1877–1878  | 1935             | 1B n2t          | |      |
| 5100      | 5101–5102    | PT1        | HSM 61–62                                                  | 2      | 1874       | 1928             | 1B n2t          | |      |
| 5200      | 5201–5203    | PT2        | SS 1178–1180 ex NRS 178–180                                | 3      | 1877       | 1930             | 1B n2t          | |      |
| 5300      | 5301–5310    | PT2        | SS 267–274 ex NZOS 1–8, SS 1285, 1287 ex NRS 285, 287      | 10     | 1880–1882  | 1935             | 1’B1’ n2t       | |      |
| 5400      | 5401–5405    | PT3        | SS 275–279 ex NCS 61–65                                    | 5      | 1901       | 1939             | 2’B1’ n2t       | |      |
| 5500      | 5501–5555    | PT3        | HSM 701–755                                                | 55     | 1898–1905  | 1954             | 2’B1’ n2t       | |      |
| 5600      | 5601–5605    | PTO1       | SS 81–85 ex NCS 16–20                                      | 5      | 1874       | 1927             | 2'B2' n2t       | Urspr. 1B n2 (Baujahr 1876), 1897–1905 erst in 2'B n2, 1913–1916 dann in Heißdampf-Tenderlok umgebaut                                                      |      |
| 5600 (II) | 5601–5608    | —          | SBB Ec 3/4 6503…6512                                       | 8      | 1900       | 1949             | 1'C n2t         | Gelegenheitskauf von 1945/46 zum Ausgleich kriegsbedingter Verluste                                                                                        |      |
| 5700      | 5701–5706    | PTO1       | HSM 771–776                                                | 6      | 1907–1913  | 1953             | 2’B1’ h2t       | |      |
| 5800      | 5801–5812    | PTO2       | HSM 801–805                                                | 5      | 1914       | 1951             | 2’B2’ h2t       | |      |
| 6000      | 6001–6026    | PTO3       | SS 1201–1219, 1223–1225, 1231, 1238–1240                   | 26     | 1913–1916  | 1957             | 2’C2’ h2t       | |      |
| 6100      | 6101–6110    | PTO4       | Neubau NS                                                  | 10     | 1929       | 1958             | 2’C2’ h4t       | |      |
| 6200      | 6201–6240    | GTO1       | SS 1101–1140                                               | 40     | 1912–1914  | 1957             | 1’D1’ h2t       | |      |
| 6300      | 6301–6322    | GTO3       | Neubau NS                                                  | 22     | 1930–1931  | 1957             | 2’D2’ h4t       | NS 6317 im Nederlands Spoorwegmuseum museal erhalten |      |
| 6500      | 6501–6512    | L1         | SS 601–612                                                 | 12     | 1880–1902  | 1937             | B n2t           | |      |
| 6600      | 6601–6603    | L1         | HSM 1061–1063 ex SMWF 1–3                                  | 3      | 1898       | 1936             | B n2t           | |      |
| 6700      | 6701–6741    | L1         | HSM 136–143, 160…183, 194–203                              | 41     | 1883–1889  | 1933             | B n2t           | HSM 179 bereits 1916 verkauft |      |
| 6800      | 6801–6817    | L1         | SS 500–516                                                 | 17     | 1884–1893  | 1933             | B n2t           | Erste 6 Lok urspr. von der GOLS bestellt |      |
| 6900      | 6901–6911    | L2         | SS 517–525, SS 526–527 ex NBDS 25–26                       | 11     | 1884–1898  | 1937             | B n2t           | |      |
| 7000      | 7001–7010    | L4 und LO  | SS 151–160 ex NCS 41–50                                    | 10     | 1899–1903  | 1954             | 2’B n2t 2’B h2t | Bis 1929 vollzählig auf Heißdampf umgebaut |      |
| 7100      | 7101–7125    | L4         | HSM 1051–1060 ex NFLS 1–10, SS 531–545                     | 25     | 1901–1908  | 1949             | 1’B1’ n2t       | |      |
| 7200      | 7201–7209    | L4         | SS 571–579 ex NCS 81–89                                    | 9      | 1863       | 1935             | 1B n2t          | Urspr. 1B-Lok der Serie NCS 1–12, 1892–99 zu Tenderlok umgebaut                                                                                            |      |
| 7300      | 7301–7302    | LO         | SS 580–581 ex NCS 90–91                                    | 2      | 1905       | 1939             | 2’B h2t         | |      |
| 7400      | 7401-7404    | LO         | HSM 1101–1104                                              | 4      | 1920       | 1955             | 1B h2t          | |      |
| 7600      | 7601–7603    | L2         | HSM 1001–1003 ex HZSM 1–3                                  | 3      | 1881       | 1927             | C n2t           | HSM 1004 ex HZSM 4 (Baujahr 1882) bereits 1917 ausgemustert                                                                                                |      |
| 7700      | 7701–7744    | L3         | HSM 1005–1048                                              | 44     | 1905–1914  | 1955             | C n2t           | |      |
| 7800      | 7801–7805    | —          | SBB E 3/3 8415…8425                                        | 5      | 1896–1901  | 1948             | C n2t           | Gelegenheitskauf von 1945/46 zum Ausgleich kriegsbedingter Verluste                                                                                        |      |
| 7850      | 7851–7852    | —          | SBB E 3/3 8438–8439                                        | 5      | 1901       | 1948             | C n2t           | Gelegenheitskauf von 1945/46 zum Ausgleich kriegsbedingter Verluste                                                                                        |      |
| 8000      | 8001         | R1         | SS 615 ex NCS 1                                            | 1      | 1903       | 1926             | B n2t           | Gebaut von O&K, 1917 durch NCS angekauft |      |
| 8100      | 8101–8130    | R2 und L3  | SS 651–680                                                 | 30     | 1901–1907  | 1955             | B n2t           | |      |
| 8200      | 8201–8232    | R2         | HSM 901–905 ex NRS 388–392, HSM 906–931, SS 521 ex NBDS 24 | 32     | 1880–1915  | 1949             | B n2t           | |      |
| 8300      | 8301         | —          | LTM 31                                                     | 1      | 1925       | 1947             | B h2t           | 1942 durch NS angekauft |      |
| 8400      | 8401–8409    | R3         | SS 91–99                                                   | 9      | 1871–1880  | 1949             | C1’ n2t         | Urspr. C n2, 1916–1921 in Tenderlok umgebaut |      |
| 8500      | 8501–8515    | R3 und RO1 | SS 221–235                                                 | 15     | 1915–1920  | 1952             | C n2t C h2t     | NS 8510–8515 mit Überhitzer |      |
| 8600      | 8601–8612    | R3         | SS 621–632                                                 | 12     | 1912–1914  | 1952             | C n2t           | |      |
| 8700      | 8701–8740    | RO2        | Neubau NS                                                  | 40     | 1922–1930  | 1957             | C h2t           | |      |
| 9500      | 9501–9505    | GTO2       | SS 636–640 (bestellt)                                      | 5      | 1921       | 1953             | E h2t           | |      |

### Elektrolokomotiven
| Baureihe                     | Betriebsnrn.                                                               | Anzahl | Baujahr(e) | Ausmusterung bis        | Bauart     | Stromsystem                                            | vmax (zulässig) | Bemerkungen | Bild |
| ---------------------------- | -------------------------------------------------------------------------- | ------ | ---------- | ----------------------- | ---------- | ------------------------------------------------------ | --------------- | --- | ---- |
| 1000                         | 1001–1010                                                                  | 10     | 1948–1949  | 1982                    | (1A)Bo(A1) | 1,5 kV DC                                              | 100 km/h        | Von der SBB Ae 4/6 abgeleitet; NS 1010 im Nederlands Spoorwegmuseum museal erhalten |      |
| 1100                         | 1101–1160                                                                  | 60     | 1950–1956  | 2003                    | Bo’Bo’     | 1,5 kV DC                                              | 135 km/h        | Modifizierter Nachbau der SNCF BB 8100; 5 Lok erhalten |      |
| 1200                         | 1201–1225                                                                  | 25     | 1951–1953  | 1998 (2015 b. Privaten) | Co’Co’     | 1,5 kV DC                                              | 135 km/h        | 8 Lok erhalten |      |
| 1300                         | 1301–1316                                                                  | 16     | 1952–1956  | 2000                    | Co’Co’     | 1,5 kV DC                                              | 135 km/h        | Modifizierter Nachbau der SNCF CC 7100; 4 Lok erhalten |      |
| 1500                         | 1501–1506                                                                  | 7      | 1954       | 1986                    | Co’Co’     | 1,5 kV DC                                              | 135 km/h        | Ex BR Class 77, 1969 angekauft, 6 Lok 1970 in Betrieb genommen; 3 Lok erhalten |      |
| 1600                         | 1601–1658                                                                  | 58     | 1981–1983  | in Betrieb              | B’B’       | 1,5 kV DC                                              | 180 km/h        | Modifizierter Nachbau der SNCF BB 7200; 1999 auf NS Cargo (1601–1637) und NS Reizigers (1638–1658, umgenummert in 1838–1858) aufgeteilt, 2002 weitere 14 Lok umgenummert                               |      |
| 1700                         | 1701–1781                                                                  | 81     | 1992–1994  | in Betrieb              | B’B’       | 1,5 kV DC                                              | 180 km/h        | Weiterentwicklung der Baureihe 1600 |      |
| 1800                         | 1823–1824, 1826–1858                                                       | (35)   | 1982–1983  | in Betrieb              | B’B’       | 1,5 kV DC                                              | 180 km/h        | Umgenummert aus Baureihe 1600 |      |
| Seit der Privatisierung 1995 |                                                                            |        |            |                         |            |                                                        |                 | |      |
| E 186 (TRAXX F140 MS2)       | E 186 111–122                                                              | 12     |            | in Betrieb              | Bo’Bo’     | 1,5 kV DC, 3,0 kV DC, 15 kV 16,7 Hz AC, 25 kV 50 Hz AC | 160 km/h        | Von der High Speed Alliance 2009 bei Angel Trains zur Bedienung des Fyra-Angebots gemietet, sollten von AnsaldoBreda V250 abgelöst werden; weiterhin beim Nachfolgeprodukt Intercity direct im Einsatz |      |
| E 186 (TRAXX F140 MS2)       | E 186 001–045                                                              | 45     | 2014–2016  | in Betrieb              | Bo’Bo’     | 1,5 kV DC, 3,0 kV DC, 15 kV 16,7 Hz AC, 25 kV 50 Hz AC | 160 km/h        | Von NS bei Bombardier beschafft, 2018 an Akiem verkauft und zurückgemietet |      |
| E 186 (TRAXX F140 MS2)       | E 186 142, 144, 148, 149, 223, 236–340                                     | 10     |            | in Betrieb              | Bo’Bo’     | 1,5 kV DC, 3,0 kV DC, 15 kV 16,7 Hz AC, 25 kV 50 Hz AC | 160 km/h        | Weitere für Intercity direct bei Macquarie bzw. Alpha Trains (E 186 223) angemietete Lokomotiven |      |
| 193 (Siemens Vectron)        | 193 263, 499–500, 733, 735, 737, 759, 766, 931–932, 934–936, 939, 948, 956 | 16     |            | in Betrieb              | Bo’Bo’     | 1,5 kV DC, 3,0 kV DC, 15 kV 16,7 Hz AC, 25 kV 50 Hz AC | 200 km/h        | Seit September 2020 bzw. Dezember 2021 im Einsatz bei NS International für ÖBB Nightjet; seit Dezember 2023 im Einsatz bei NS International auf dem Intercity Amsterdam–Berlin                         |      |

### Verbrennungslokomotiven
| Baureihe                      | Betriebsnrn.                   | Anzahl                        | Baujahr(e)                    | Ausmusterung bis              | Bauart                        | Antrieb                       | vmax (zulässig)               | Bemerkungen | Bild                          |
| Klein- und Rangierlokomotiven | Klein- und Rangierlokomotiven  | Klein- und Rangierlokomotiven | Klein- und Rangierlokomotiven | Klein- und Rangierlokomotiven | Klein- und Rangierlokomotiven | Klein- und Rangierlokomotiven | Klein- und Rangierlokomotiven | Klein- und Rangierlokomotiven | Klein- und Rangierlokomotiven |
| ----------------------------- | ------------------------------ | ----------------------------- | ----------------------------- | ----------------------------- | ----------------------------- | ----------------------------- | ----------------------------- | --- | ----------------------------- |
| 100                           | 103–152                        | 50                            | 1927–1932                     |                               | AA                            | benzinmechanisch              | 30 km/h                       | Locomotor (Kleinlok) |                               |
| 160                           | 161–165                        | 5                             | 1947                          |                               | B                             | dieselmechanisch              | 28 km/h                       | |                               |
| 200                           | 201–369                        | 169                           | 1934–1951                     |                               | Bo                            | dieselelektrisch              | 60 km/h                       | Locomotor (Kleinlok); Sik (dt.: „Ziege“) wegen des meckernden Motorgeräuschs                                                                         |                               |
| 400                           | 401–415                        | 15                            | 1947–1948                     |                               | Bo                            | dieselelektrisch              | 75 km/h                       | |                               |
| 450                           | 451–460                        | 10                            | 1956–1957                     |                               | C                             | dieselmechanisch              | 60 km/h                       | |                               |
| 500                           | 501–510                        | 10                            | 1944                          |                               | C                             | dieselelektrisch              | 32 km/h                       | Bakkie oder Hippel |                               |
| 510                           | 511–545                        | 35                            | 1949–1954                     |                               | C                             | dieselelektrisch              | 32 km/h                       | Bakkie oder Hippel |                               |
| 600                           | 601–665                        | 65                            | 1955–1957                     |                               | C                             | dieselelektrisch              | 32 km/h                       | Bakkie oder Hippel |                               |
| 700                           | 701–715                        | 15                            | 1952–1953                     |                               | C                             | dieselelektrisch              | 32 km/h                       | Bakkie oder Hippel |                               |
| 520                           | 521–522                        | 2                             | 1936                          |                               | C                             | dieselelektrisch              | 32 km/h                       | |                               |
| Streckenlokomotiven           |                                |                               |                               |                               |                               |                               |                               | |                               |
| 2000 bis 1953: 600            | 2001–2018 bis 1953: 601–619    | 18                            | 1943–1944                     | 1960                          | Bo’Bo’                        | dieselelektrisch              | 75 km/h                       | Ex USATC Whitcomb 65-DE-19A, 20 Lok 1946 angekauft; 18 Lok 1946–48 in Betrieb genommen, 1953 umgenummert und neu motorisiert                         |                               |
| 2200                          | 2201–2350                      | 150                           | 1955–1958                     | 2003                          | Bo’Bo’                        | dieselelektrisch              | 100 km/h                      | |                               |
| 2400                          | 2401–2530                      | 130                           | 1954–1957                     | 1991                          | Bo’Bo’                        | dieselelektrisch              | 80 km/h                       | |                               |
| 2600 bestellt als 800         | 2601–2606 bestellt als 801–806 | 6                             | 1953–1954                     | 1958                          | (A1A)(A1A)                    | dieselelektrisch              | 100 km/h                      | Beelen, nach dem niederl. Politiker Louis Beel |                               |
| 2800                          | 2801                           | 1                             | 1962                          | 1972                          | Bo’Bo’                        | dieselelektrisch              | 105 km/h                      | Kreupele Marie (dt.: „Krüppelmarie“), aufgrund hoher Schadanfälligkeit                                                                               |                               |
| 2900                          | 2901–2905                      | 5                             | 1956–1958                     | 1975 (1982 bei FEVE)          | Bo’Bo’                        | dieselelektrisch              | 80 km/h                       | EMD-Typ G12, in Lizenz bei Henschel als Staatsmijnen 151–155 gebaut; 1970 durch NS übernommen, 1975 an Ferrocarriles de Vía Estrecha (FEVE) verkauft |                               |
| 6400                          | 6401–6520                      | 120                           | 1988–1995                     | in Betrieb                    | Bo’Bo’                        | dieselelektrisch              | 120 km/h                      | Bei Aufspaltung der NS vollständig an DB Cargo abgegeben                                                                                             |                               |
| Seit der Privatisierung 1995  |                                |                               |                               |                               |                               |                               |                               | |                               |
| 700                           | 701–713                        | 13                            | 2003                          | in Betrieb                    | B                             | dieselhydraulisch             | 40 km/h                       | Vossloh G 400 B, von NedTrain betrieben |                               |

## Triebwagen
In den folgenden zwei Tabellen sind die Elektro- bzw. Verbrennungstriebwagen der Nederlandse Spoorwegen zusammengefasst. In der Tabellenspalte „Wagenbauliche Zusammenstellung“ wird die Einrichtung der Wagenkästen mit dem  Bezeichnungssystem der NS dargestellt. Es bezeichnen die Großbuchstaben
- A, B und C Sitzwagen der 1., 2. und 3. Wagenklasse
- D und P Dienst- (d. h. Gepäck-) und Postwagen

Die Groß- werden durch Kleinbuchstaben ergänzt, so steht z. B.
- k für einen Kopfwagen eines Triebzugs mit Führerstand
- m für einen Motorwagen
- r für einen Wagen, der eine Küche und einen Speiseraum hat (Halbspeisewagen)

Zusätzlich sind im Folgenden die einzelnen Wagenbezeichungen durch ein „+“ verbunden, wenn jeder Wagenkasten auf eigenen Drehgestellen ruht. Bei Verwendung eines „–“ teilen sich zwei Wagenkästen ein Jakobs-Drehgestell.

### Elektrotriebwagen
| Baureihe                     | Betriebsnrn.                                      | Anzahl      | Baujahr(e)  | ausgem. bis      | Bauart                                                        | Stromsystem(e)                                         | Wagenbauliche Zusammenstellung (bei Inbetriebnahme) | Bemerkungen | Bild |
| ---------------------------- | ------------------------------------------------- | ----------- | ----------- | ---------------- | ------------------------------------------------------------- | ------------------------------------------------------ | --------------------------------------------------- | --- | ---- |
| Mat ’24                      | mBD 9001–9030, ab 1930: mBD 9101–9130             | 30          | 1924–1929   | 1979             | Bo’Bo’                                                        | 1,5 kV DC                                              | mBD (5 Abteile 2. Kl.)                              | Blokkendoos (dt.: „Bauklötzekasten“); Triebwagen zur Bildung von Zügen mit Beiwagen - Führerstand an einem, Faltenbalg am anderen Ende; mCd 9401 ff. mit Faltenbälgen an beiden Enden - mABD 9801 ff. für Haarlem-Ijmuiden - 36 mBD 1943 in mCD umgewandelt, drei verbleibende mBD ab 1948 in 9171–9173 umgenummert Umzeichnungen von 1950: - mBD 9001–9007 ex mABD 9801 ff. und mBD 9171 ff. - mCD 9101–9130 ex mCD 9101 ff. und mCD 9151 ff. - mCv 9401–9140 ex mCD 9401 ff. - mC 9451–9482 ex mC 9001 ff. Ab 1956 sukzessive in Personen- und Dienstwagen, Dienst- und Posttriebwagen umgebaut, ab 1959 nicht mehr im Reisezugverkehr eingesetzt |      |
| Mat ’24                      | mC 9001–9038                                      | 38          | 1924–1929   | 1979             | Bo’Bo’                                                        | 1,5 kV DC                                              | mC                                                  | Blokkendoos (dt.: „Bauklötzekasten“); Triebwagen zur Bildung von Zügen mit Beiwagen - Führerstand an einem, Faltenbalg am anderen Ende; mCd 9401 ff. mit Faltenbälgen an beiden Enden - mABD 9801 ff. für Haarlem-Ijmuiden - 36 mBD 1943 in mCD umgewandelt, drei verbleibende mBD ab 1948 in 9171–9173 umgenummert Umzeichnungen von 1950: - mBD 9001–9007 ex mABD 9801 ff. und mBD 9171 ff. - mCD 9101–9130 ex mCD 9101 ff. und mCD 9151 ff. - mCv 9401–9140 ex mCD 9401 ff. - mC 9451–9482 ex mC 9001 ff. Ab 1956 sukzessive in Personen- und Dienstwagen, Dienst- und Posttriebwagen umgebaut, ab 1959 nicht mehr im Reisezugverkehr eingesetzt |      |
| Mat ’24                      | mABD 9001–9004, ab 1930: mABD 9801–9804           | 4           | 1927        | 1979             | Bo’Bo’                                                        | 1,5 kV DC                                              | mABD                                                | Blokkendoos (dt.: „Bauklötzekasten“); Triebwagen zur Bildung von Zügen mit Beiwagen - Führerstand an einem, Faltenbalg am anderen Ende; mCd 9401 ff. mit Faltenbälgen an beiden Enden - mABD 9801 ff. für Haarlem-Ijmuiden - 36 mBD 1943 in mCD umgewandelt, drei verbleibende mBD ab 1948 in 9171–9173 umgenummert Umzeichnungen von 1950: - mBD 9001–9007 ex mABD 9801 ff. und mBD 9171 ff. - mCD 9101–9130 ex mCD 9101 ff. und mCD 9151 ff. - mCv 9401–9140 ex mCD 9401 ff. - mC 9451–9482 ex mC 9001 ff. Ab 1956 sukzessive in Personen- und Dienstwagen, Dienst- und Posttriebwagen umgebaut, ab 1959 nicht mehr im Reisezugverkehr eingesetzt |      |
| Mat ’24                      | mCd 9401–9447                                     | 47          | 1928–1932   | 1979             | Bo’Bo’                                                        | 1,5 kV DC                                              | mC                                                  | Blokkendoos (dt.: „Bauklötzekasten“); Triebwagen zur Bildung von Zügen mit Beiwagen - Führerstand an einem, Faltenbalg am anderen Ende; mCd 9401 ff. mit Faltenbälgen an beiden Enden - mABD 9801 ff. für Haarlem-Ijmuiden - 36 mBD 1943 in mCD umgewandelt, drei verbleibende mBD ab 1948 in 9171–9173 umgenummert Umzeichnungen von 1950: - mBD 9001–9007 ex mABD 9801 ff. und mBD 9171 ff. - mCD 9101–9130 ex mCD 9101 ff. und mCD 9151 ff. - mCv 9401–9140 ex mCD 9401 ff. - mC 9451–9482 ex mC 9001 ff. Ab 1956 sukzessive in Personen- und Dienstwagen, Dienst- und Posttriebwagen umgebaut, ab 1959 nicht mehr im Reisezugverkehr eingesetzt |      |
| Mat ’24                      | mBD 9151–9161                                     | 11          | 1931        | 1979             | Bo’Bo’                                                        | 1,5 kV DC                                              | mBD (4 Abteile 2. Kl.)                              | Blokkendoos (dt.: „Bauklötzekasten“); Triebwagen zur Bildung von Zügen mit Beiwagen - Führerstand an einem, Faltenbalg am anderen Ende; mCd 9401 ff. mit Faltenbälgen an beiden Enden - mABD 9801 ff. für Haarlem-Ijmuiden - 36 mBD 1943 in mCD umgewandelt, drei verbleibende mBD ab 1948 in 9171–9173 umgenummert Umzeichnungen von 1950: - mBD 9001–9007 ex mABD 9801 ff. und mBD 9171 ff. - mCD 9101–9130 ex mCD 9101 ff. und mCD 9151 ff. - mCv 9401–9140 ex mCD 9401 ff. - mC 9451–9482 ex mC 9001 ff. Ab 1956 sukzessive in Personen- und Dienstwagen, Dienst- und Posttriebwagen umgebaut, ab 1959 nicht mehr im Reisezugverkehr eingesetzt |      |
| Mat ’24                      | mP 9201–9213, 9221–9228, 9231–9234                | (25)        | (1956–1960) | 1966             | Bo’Bo’                                                        | 1,5 kV DC                                              | mP                                                  | Zu Posttriebwagen umgebaute Blokkendozen mCd und mBd |      |
| Mat ’35                      | 201–203, 207 ab 1950: 201–202                     | 4           | 1935        | 1962             | Bo’ 2’ Bo’                                                    | 1,5 kV DC                                              | mC – mBC, später Ck – BCk                           | Hoek van Hollanders für Rotterdam-Hoek van Holland; zwei- und vierteilige Triebzüge Elh2 und ElDh2; nach dem Zweiten Weltkrieg 2 bzw. 4 Züge wieder instand gesetzt |      |
| Mat ’35                      | 204–206, 208 ab 1950: 203–206                     | 4           | 1935        | 1962             | Bo’ 2’ Bo’                                                    | 1,5 kV DC                                              | mCD – mBC, später CDk – BCk                         | Hoek van Hollanders für Rotterdam-Hoek van Holland; zwei- und vierteilige Triebzüge Elh2 und ElDh2; nach dem Zweiten Weltkrieg 2 bzw. 4 Züge wieder instand gesetzt |      |
| Mat ’36                      | 211–263, ab 1950: 211–215                         | 53          | 1937–1938   | 1965             | Bo’ 2’ Bo’                                                    | 1,5 kV DC                                              | Ck – BCk                                            | Zweiteilige Triebzüge El2, Ursprungsausführung |      |
| Mat ’36                      | 401–429, ab 1950: 401–420, ab 1966: 437–440       | (29)        | (1941–1942) | 1969             | Bo’ 2’ Bo’                                                    | 1,5 kV DC                                              | Ck – CDo – BCk                                      | NS 235-263 zu Dreiwagenzügen ElD3 ergänzt |      |
| Mat ’36                      | 441–453                                           | (13)        | (1949)      | 1967             | Bo’ 2’ Bo’                                                    | 1,5 kV DC                                              | Ck – Co – BCk                                       | NS 211…231 zu Dreiwagenzügen El3 ergänzt |      |
| Mat ’36                      | 461                                               | (1)         | (1952)      | 1964             | Bo’Bo’ + 2’2’ + Bo’Bo’                                        | 1,5 kV DC                                              | CDk + Ce + Bk                                       | ElD3, aus Restwagen CDk 610, C 613 und Bk 607 zusammengestellt |      |
| Mat ’36                      | 601–637                                           | 37          | 1937–1938   | (1942)           | Bo’Bo’ + 2’2’ + Bo’Bo’                                        | 1,5 kV DC                                              | CDk + Ce + Bk                                       | Dreiteilige Triebzüge ElD3, Ursprungsausführung; NS 619 1940 in Rotterdam zerstört |      |
| Mat ’36                      | 601–618, 620–637, ab 1950: 601–625                | (36)        | (1942)      | 1970             | Bo’Bo’ + 2’2’ + 2’2’ + Bo’Bo’                                 | 1,5 kV DC                                              | CDk + C + Ce + Bk                                   | NS 601–618, 620–637 zu Vierwagenzügen ElD4 ergänzt |      |
| Mat ’40                      | 301–315, ab 1950: 301–310                         | 15          | 1942–1946   | 1970             | Bo’2’ + 2’Bo’                                                 | 1,5 kV DC                                              | CDk + BCk                                           | Zwei- und fünfteilige Triebzüge ElD2 und ElD5; nach dem 2. Weltkrieg 10 bzw. 17 Züge wieder instand gesetzt |      |
| Mat ’40                      | 801–825, ab 1950: 801–817, ab 1970: 1801–1817     | 25          | 1942–1944   | 1972             | Bo’ 2’ Bo’ + Bo’2’ + 2’Bo’                                    | 1,5 kV DC                                              | CDk – Coo – Co + Cr + ABk                           | Zwei- und fünfteilige Triebzüge ElD2 und ElD5; nach dem 2. Weltkrieg 10 bzw. 17 Züge wieder instand gesetzt |      |
| Mat ’40                      | 831–832, ab 1970: 1831–1832                       | (2)         | (1953)      | 1972             | Bo’ 2’ Bo’ + Bo’2’ + 2’Bo’                                    | 1,5 kV DC                                              | CDk – Coo – Co + Cr + ABk                           | Nach dem 2. Weltkrieg aus den C-Wagen der ElD5 807 und 825 und den zu mABk umgebauten mCDk der ElD2 309-310 zusammengestellt |      |
| Mat ’46 (Plan A, B, C)       | 221–299                                           | 79          | 1948–1952   | 1983             | Bo’ 2’ Bo’                                                    | 1,5 kV DC                                              | BCDk – Ck                                           | Muizeneus (dt.: „Mäusenase“) nach der Kopfform; zwei- und vierteilige Triebzüge ElD2 und ElD4 |      |
| Mat ’46 (Plan A, B, C)       | 641–705                                           | 65          | 1948–1952   | 1983             | Bo’ 2’ Bo’ + Bo’ 2’ Bo’                                       | 1,5 kV DC                                              | CDk – C + B – Ck                                    | Muizeneus (dt.: „Mäusenase“) nach der Kopfform; zwei- und vierteilige Triebzüge ElD2 und ElD4 |      |
| Mat ’54 (Plan F, G, M, P, Q) | 321…393                                           | 68          | 1956–1962   | 1996             | Bo’2’ + 2’Bo’                                                 | 1,5 kV DC                                              | Bk + ABDk                                           | Hondekop (dt.: „Hundekopf“) nach der Kopfform; zwei- und vierteilige Triebzüge ElD2 und ElD4 |      |
| Mat ’54 (Plan F, G, M, P, Q) | 711…786                                           | 73          | 1956–1962   | 1996             | Bo’Bo’ + 2’2’ + 2’2’ + Bo’Bo’                                 | 1,5 kV DC                                              | Bk + A + B + BDk                                    | Hondekop (dt.: „Hundekopf“) nach der Kopfform; zwei- und vierteilige Triebzüge ElD2 und ElD4 |      |
| Mat ’57 (Benelux)            | 1201–1208                                         | 8 (von 12)  | 1957        | 1988             | Bo’2’ + 2’Bo’                                                 | 1,5 kV DC, 3 kV DC                                     | BDk + ABk                                           | Für den Beneluxtrein Amsterdam-Brüssel, 4 baugleiche Züge 220.901–904 bei der SNCB/NMBS |      |
| Mat ’64 (Plan TT)            | 501                                               | 1           | 1961        | ?                | 2’2’ + Bo’Bo’ + Bo’Bo’ + 2’2’                                 | 1,5 kV DC                                              | Bk1 + AD + B + Bk2                                  | Prototyp Treinstel Toekomst (dt.: „Zug Zukunft“) |      |
| Mat ’64 (Plan T)             | 502–531                                           | 30          | 1964–1965   | 2010             | 2’2’ + Bo’Bo’ + Bo’Bo’ + 2’2’                                 | 1,5 kV DC                                              | Bk1 + BD + AB + Bk2                                 | Apekop (dt.: „Affenkopf“) nach der Kopfform; vier- und zweiteilige Triebzüge ElD4 und ElD2, El2, ElP2 vorwiegend für den Einsatz als Stoptrein (Personenzug) |      |
| Mat ’64 (Plan V)             | 401–438, 441–483, 801–965                         | 246         | 1966–1976   | 2016             | 2’Bo’ + Bo’2’                                                 | 1,5 kV DC                                              | Bk + ABDk, Bk + ABk, BPk + ABk                      | Apekop (dt.: „Affenkopf“) nach der Kopfform; vier- und zweiteilige Triebzüge ElD4 und ElD2, El2, ElP2 vorwiegend für den Einsatz als Stoptrein (Personenzug) |      |
| Mat ’64 (Plan mP)            | mP 3001–3035                                      | 35          | 1965–1966   | 1999             | Bo’Bo’                                                        | 1,5 kV DC                                              | mP                                                  | Posttriebwagen nach den Baugrundsätzen des Mat ’64; Eigentum der PTT |      |
| SGM (Plan Y)                 | 2001–2015, 2021–2035 später: 2111–2125, 2131–2145 | 30          | 1975–1983   | 2021             | Bo’Bo’ + Bo’Bo’                                               | 1,5 kV DC                                              | ABk + Bk Citypendel: Bk1 + Bk2                      | Sprinter (offiziell); zwei- und dreiteilige Triebzüge El2 und El3 für den Nahverkehr - 2836–2880 zweiteilig als 2036–2080 geliefert, mit 1983 gelieferten Mittelwagen komplettiert und umgenummert - 2001…2035 1995–99 zu Citypendel umgebaut - alle nach Modernisierung 2003–09 als SGMm bezeichnet und Betriebsnummer um 110 bzw. 100 erhöht |      |
| SGM (Plan Y)                 | 2836–2895 später: 2936–2995                       | 60          | 1975–1983   | 2021             | Bo’Bo’ + 2’2’ + Bo’Bo’                                        | 1,5 kV DC                                              | Bk1 + AB + Bk2                                      | Sprinter (offiziell); zwei- und dreiteilige Triebzüge El2 und El3 für den Nahverkehr - 2836–2880 zweiteilig als 2036–2080 geliefert, mit 1983 gelieferten Mittelwagen komplettiert und umgenummert - 2001…2035 1995–99 zu Citypendel umgebaut - alle nach Modernisierung 2003–09 als SGMm bezeichnet und Betriebsnummer um 110 bzw. 100 erhöht |      |
| ICM (Plan Z)                 | 4001–4007                                         | 7           | 1977        | 2003             | Bo’Bo’ + 2’2’ + 2’2’                                          | 1,5 kV DC                                              | mBk + AB + sBk                                      | Prototypen El3 der Koploper |      |
| ICM (Plan Z)                 | 4011–4097                                         | 87          | 1983–1990   | in Betrieb       | Bo’Bo’ + 2’2’ + 2’2’                                          | 1,5 kV DC                                              | mBDk + AB + sBFk                                    | Koploper (dt.: „Kopfläufer“), wegen der Übergangsmöglichkeit an den Enden; drei- und vierteilige Triebzüge ElD3 und ElD4 für den Intercity-Verkehr; nach Modernisierung 2007–11 als ICMm bezeichnet, dabei Übergänge an den Zugenden geschlossen |      |
| ICM (Plan Z)                 | 4201–4250                                         | 50          | 1990–1994   | in Betrieb       | Bo’Bo’ + Bo’2’ + 2’2’ + 2’2’                                  | 1,5 kV DC                                              | mBDk + mB + A + sBFk                                | Koploper (dt.: „Kopfläufer“), wegen der Übergangsmöglichkeit an den Enden; drei- und vierteilige Triebzüge ElD3 und ElD4 für den Intercity-Verkehr; nach Modernisierung 2007–11 als ICMm bezeichnet, dabei Übergänge an den Zugenden geschlossen |      |
| SM ’90                       | 2101–2109                                         | 9           | 1993        | 2007             | 2’Bo’ + Bo’2’                                                 | 1,5 kV DC                                              | Bk + ABk                                            | Railhopper (offiziell); wegen zahlreicher technischer Probleme nicht in Serie beschafft |      |
| DD-IRM                       | 8201…8281                                         | 34          | 1994–1996   | umgebaut         | 2’Bo’ + 2’2’ + Bo’2’                                          | 1,5 kV DC                                              |                                                     | Drei- und vierteilige Doppelstock-Intercitytriebwagen (urspr. DubbelDeks-InterRegioMaterieel); ab 2000 zu VIRM umgebaut |      |
| DD-IRM                       | 8401…8481                                         | 47          | 1994–1996   | umgebaut         | 2’Bo’ + 2’2’ + 2’2’ + Bo’2’                                   | 1,5 kV DC                                              |                                                     | Drei- und vierteilige Doppelstock-Intercitytriebwagen (urspr. DubbelDeks-InterRegioMaterieel); ab 2000 zu VIRM umgebaut |      |
| Seit der Privatisierung 1995 |                                                   |             |             |                  |                                                               |                                                        |                                                     | |      |
| DDZ                          |                                                   | 30          |             | in Betrieb       | Bo’Bo’Bo’ + 3 × 2’2’                                          | 1,5 kV DC                                              |                                                     | Doppelstockzüge |      |
| DDZ                          |                                                   | 20          |             | in Betrieb       | Bo’Bo’Bo’ + 5 × 2’2’                                          | 1,5 kV DC                                              |                                                     | Doppelstockzüge |      |
| VIRM                         |                                                   | 178         |             |                  |                                                               |                                                        |                                                     | Doppelstock-Interregiotriebwagen |      |
| Thalys PBKA                  | 4331–4332                                         | 2 (von 17)  | 1996–1997   | in Betrieb       | Bo’Bo’ + 9 × 2’ + Bo’Bo’                                      | 1,5 kV DC, 3,0 kV DC, 15 kV 16,7 Hz AC, 25 kV 50 Hz AC |                                                     | Zehnteiliger Hochgeschwindigkeitszug für die Thalys-Verbindungen; andere Einheiten im Besitz der SNCB/NMBS, DB und SNCF |      |
| ICE 3M                       | 4651–4654                                         | 4 (von 17)  | 1997–2000   | in Betrieb       | Bo’Bo’ + 2’2’ + Bo’Bo’ + 2’2’ + 2’2’ + Bo’Bo’ + 2’2’ + Bo’Bo’ | 1,5 kV DC, 3,0 kV DC, 15 kV 16,7 Hz AC, 25 kV 50 Hz AC |                                                     | Achtteiliger Hochgeschwindigkeitszug für internationalen Fernverkehr (DB Baureihe 406); urspr. 4 Züge im Besitz der NS, 4654 2011 an Deutsche Bahn verkauft |      |
| SLT                          | 2401–2469                                         | 69          | 2007–2012   | in Betrieb       | Bo’Bo’ 2’2’ Bo’                                               | 1,5 kV DC                                              | mABk1 – mB1 – B1 – mABk2                            | Vier- und sechsteilige Nahverkehrstriebzüge |      |
| SLT                          | 2601–2662                                         | 62          | 2007–2012   | in Betrieb       | Bo’Bo’ 2’2’2’ Bo’Bo’                                          | 1,5 kV DC                                              | mABk3 – mB2 – AB – B2 – mB3 – mABk4                 | Vier- und sechsteilige Nahverkehrstriebzüge |      |
| Fyra                         | 4801–4816                                         | 16 (von 19) | 2008–2013   | 2013             | Bo’Bo’ +2’2’ + Bo’Bo’ + 2’2’ + 2’2’ + Bo’Bo’ + 2’2’ + Bo’Bo’  | 1,5 kV DC, 3,0 kV DC, 25 kV 50 Hz AC                   | mAk + AD + mAB + B + B + mB + B + mBk               | Achtteiliger Hochgeschwindigkeitszug für die Fyra-Verbindungen, 3 weitere Züge von der SNCB/NMBS bestellt; 2013 wegen schwerer Mängel abgestellt und zurück an Hersteller AnsaldoBreda |      |
| R-net Flirt                  | 2010–2015                                         | 6           | 2015–2016   | in Betrieb       | Bo’ 2’                                                        | 1,5 kV DC                                              | mBk – ABk                                           | Zweiteilige moderne Nahverkehrstriebzüge aus der Stadler Flirt-Familie für Gouda-Alphen aan den Rijn; Eigentum von NS Reizigers, betrieben von der NS-Tochter Abellio Rail |      |
| Flirt                        | 2201–2233                                         | 33          | 2016–2017   | in Betrieb       | Bo’ 2’ Bo’                                                    | 1,5 kV DC                                              | mABk1 – B – mABk2                                   | FFF (Flirt Fast Forward); drei- und vierteilige moderne Nahverkehrstriebzüge aus der Stadler Flirt-Familie |      |
| Flirt                        | 2501-2525                                         | 25          | 2016–2017   | in Betrieb       | Bo’ 2’ Bo’                                                    | 1,5 kV DC                                              | mABk1 – B – Bz + mABk2                              | FFF (Flirt Fast Forward); drei- und vierteilige moderne Nahverkehrstriebzüge aus der Stadler Flirt-Familie |      |
| SNG                          | 2301–2368, 3001–3050                              | 118         | seit 2017   | in Betrieb       | Bo’ 2’ Bo’                                                    | 1,5 kV DC                                              | mABk – B – mBk                                      | Drei- und vierteilige moderne Nahverkehrstriebzüge aus der CAF Civity-Familie |      |
| SNG                          | 2701–2788                                         | 88          | seit 2017   | in Betrieb       | Bo’ 2’ Bo’ 2’ Bo’                                             | 1,5 kV DC                                              | mABk1 – B – Bz – mABk2                              | Drei- und vierteilige moderne Nahverkehrstriebzüge aus der CAF Civity-Familie |      |
| ICNG                         | 3101–3149                                         | 49          | seit 2018   | in Test- betrieb | Bo’ 2’ Bo’ + 2’ 2’ Bo’                                        | 1,5 kV DC 25 kV 50 Hz AC                               |                                                     | Wesp (deutsch „Wespe“); fünf- und achtteilige moderne Triebzüge für den Intercity-Verkehr aus der Alstom-Coradia-Stream-Familie; 3301–3321 für den Verkehr nach Belgien, 3351–3362 für den Verkehr nach Deutschland |      |
| ICNG                         | 3201–3227                                         | 27          | seit 2018   | in Test- betrieb | Bo’ 2’ 2’ 2’ Bo’ + Bo’ 2’ 2’ 2’ Bo’                           | 1,5 kV DC 25 kV 50 Hz AC                               |                                                     | Wesp (deutsch „Wespe“); fünf- und achtteilige moderne Triebzüge für den Intercity-Verkehr aus der Alstom-Coradia-Stream-Familie; 3301–3321 für den Verkehr nach Belgien, 3351–3362 für den Verkehr nach Deutschland |      |
| ICNG                         | 3301–3321                                         | 21          | seit 2018   | in Test- betrieb | Bo’ 2’ 2’ 2’ Bo’ + Bo’ 2’ 2’ 2’ Bo’                           | 1,5 kV DC 3,0 kV DC 25 kV 50 Hz AC                     |                                                     | Wesp (deutsch „Wespe“); fünf- und achtteilige moderne Triebzüge für den Intercity-Verkehr aus der Alstom-Coradia-Stream-Familie; 3301–3321 für den Verkehr nach Belgien, 3351–3362 für den Verkehr nach Deutschland |      |
| ICNG                         | 3351–3362                                         | 12          | seit 2018   | in Test- betrieb | Bo’ 2’ 2’ 2’ Bo’ + Bo’ 2’ 2’ 2’ Bo’                           | 1,5 kV DC 15 kV 16,7 Hz AC 25 kV 50 Hz AC              |                                                     | Wesp (deutsch „Wespe“); fünf- und achtteilige moderne Triebzüge für den Intercity-Verkehr aus der Alstom-Coradia-Stream-Familie; 3301–3321 für den Verkehr nach Belgien, 3351–3362 für den Verkehr nach Deutschland |      |

### Verbrennungstriebwagen
| Baureihe     | Betriebsnrn.                             | Anzahl    | Baujahr(e)  | ausgem. bis | Bauart                          | Antriebsart       | Wagenbauliche Zusammenstellung (bei Inbetriebnahme) | Bemerkungen | Bild |
| ------------ | ---------------------------------------- | --------- | ----------- | ----------- | ------------------------------- | ----------------- | --------------------------------------------------- | --- | ---- |
| omBC         | 1901–1903                                | 3         | 1923        | 1951        | (1A)(A1)                        | benzinmechanisch  | omBC                                                | |      |
| omC          | 1901–1910, ab 1930: 1921–1930            | 10        | 1924        | ?           | (1A)(A1)                        | benzinmechanisch  | omC                                                 | 1937–40 auf Dieselmotoren umgebaut |      |
| omC          | 901–908                                  | 8         | 1927        | 1949        | 1A                              | dieselmechanisch  | omC                                                 | 1930–35 mit neuen Motoren ausgerüstet; omC 903–908 1938/39 zu Turmtriebwagen umgebaut, bis 1968 ausgemustert                                                                        |      |
| omC          | 911–916                                  | 6         | 1927        | 1951        | 1A                              | benzinmechanisch  | omC                                                 | 1934 auf Dieselmotoren umgebaut |      |
| omBC         | 1904–1910                                | 7         | 1929        | 1951        | (1A)(A1)                        | benzinmechanisch  | omBC                                                | 1937–39 auf Dieselmotoren umgebaut |      |
| Mat’ 34      | 11–50, ab 1950: 11–39, ab 1952: 141–169  | 40        | 1934        | 1963        | 2’ (A1A) 2’                     | dieselelektrisch  | Ck – mCD – BCk                                      | Dieseldrie (dt.: „Dieseldrei“), dreiteiliger Schnelltriebzug DE3; nach dem 2. Weltkrieg 29 Züge wieder instand gesetzt                                                              |      |
| omBC         | 2901–2908, ab 1950: 101–104, ab 1952: 11 | 8         | 1937        | 1961        | (1A)(A1)                        | dieselmechanisch  | omBC, später BCD                                    | |      |
| Mat ’40      | 51-68, ab 1950: 51–62, ab 1952: 181–192  | 18        | 1940–1941   | 1974        | 2’ Bo’ + (A1A)’3’ + 2’Bo’       | dieselelektrisch  | Ck – Coo – Co + mD + ABk                            | Dieselvijf (dt.: „Dieselfünf“), fünfteiliger Schnelltriebzug DE5, zusätzlich 2 Motorwagen mD 69–70 gebaut; nach dem 2. Weltkrieg 12 Züge wieder instand gesetzt                     |      |
| Mat ’40      | 71-72, ab 1952: 196–197                  | (2)       | (1953)      | 1974        | 2’ Bo’ + (A1A)’3’ + 2’Bo’       | dieselelektrisch  | Ck – Coo – Co + mD + ABk                            | Aus Restwagen ABk 58 und 60, übrigen mD sowie Teilen der ElD5-Züge 812, 816, 823, 824 zusammengestellt                                                                              |      |
| DE1 (Plan X) | 21–50                                    | 30        | 1953–1955   | 1985        | Bo’Bo’                          | dieselelektrisch  | BCD                                                 | Blauwe Engel (dt.: „Blauer Engel“), nach der urspr. blauen Farbgebung |      |
| DE2 (Plan X) | 61–106                                   | 46        | 1953–1954   | 1986        | Bo’ 2’ Bo’                      | dieselelektrisch  | CDk – BCk                                           | Blauwe Engel (dt.: „Blauer Engel“), nach der urspr. blauen Farbgebung |      |
| DE2 (Plan X) | 161–186                                  | (26)      | (1975–1981) | 1998        | Bo’ 2’ Bo’                      | dieselelektrisch  | ABk – Bk                                            | Umfassend modernisierte und umgenummerte DE2 |      |
| —            | 20                                       | 1         | 1954        | 1991        | Bo’Bo’                          | dieselelektrisch  | —                                                   | Kameel (dt.: „Kamel“), wegen der beiden höckerartigen Führerstände; urspr. Inspektionstriebwagen, ab 1973 VIP-Triebwagen, 2008 betriebsfähiger Dienstwagen, 2019 zum Spoorwegmuseum |      |
| DE4          | 1001–1003                                | 3 (von 5) | 1957        | 1977        | (A1A)(A1A) + 2’2’ + 2’2’ + 2’2’ | dieselelektrisch  | mDk + A + Ar + Ak                                   | TEE-Triebzüge, 2 baugleiche Züge RAm 501–502 bei den SBB; 1977 nach Kanada an ONR und als Northlander eingesetzt                                                                    |      |
| DE3 (Plan U) | 111–152                                  | 42        | 1960–1963   | 2003        | Bo’Bo’ + 2’2’ + 2’2’            | dieselelektrisch  | mBDk + B + ABk                                      | Rode Duivels (dt.: „Roter Teufel“), nach der urspr. roten Farbgebung; 5 Einheiten mit ATB NG noch 2000 in 191–195 umgenummert                                                       |      |
| DH2          | 3201–3231                                | 31        | 1981–1982   | 2011        | 2’B’ + B’2’                     | dieselhydraulisch | Bz + B                                              | Wadloper (dt.: „Wattläufer“), abgeleitet von den DB-Baureihen 627/628; 2009–11 nach Polen, Tschechien, Rumänien und Argentinien verkauft                                            |      |
| DH1          | 3101–3119                                | 19        | 1983        | 2011        | B’2’                            | dieselhydraulisch | B                                                   | Wadloper (dt.: „Wattläufer“), abgeleitet von den DB-Baureihen 627/628; 2009–11 nach Polen, Tschechien, Rumänien und Argentinien verkauft                                            |      |
| DM ’90       | 3401–3453                                | 53        | 1996–1998   | 2017        | 2’B’ + B’2’                     | dieselhydraulisch | Bk + ABk                                            | Buffel (dt.: Büffel, offiziell); letzte Dieseltriebwagenbaureihe der NS, 47 Einheiten 2020–21 verkauft                                                                              |      |